# عجائب الدنيا السبع الجديدة

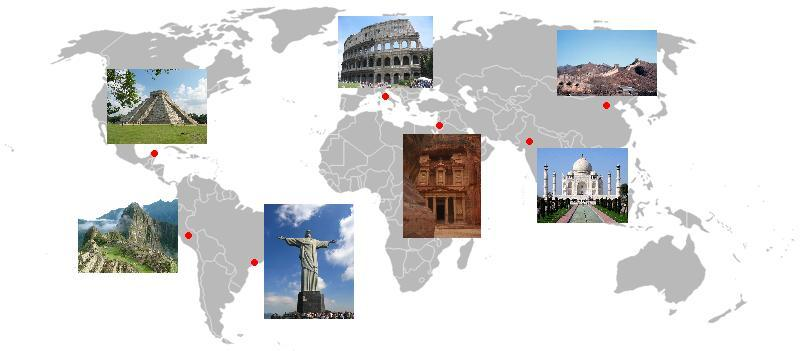
عجائب الدنيا السبع الجديدة

عجائب الدنيا السبع الجديدة (بالإنجليزية: New 7 Wonders of the World) هو مشروع استثماري أطلقه منتج أفلام كندي من أصل سويسري يدعى برنارد فيبر عام 1999، وذلك من خلال شركة ربحية أنشأها باسم مؤسسة العالم المفتوح الجديد (New Open World Corporation). وهي شركة تهدف إلى الحصول على الأرباح من خلال إشراك الأفراد من مختلف أنحاء العالم للتصويت على قائمة عجائب سبع جديدة. هذه العجائب حسب اقتراح الشركة يجب أن تكون قد بنيت من قبل الإنسان قبل نهاية عام 2000 ويجب أن تكون صامدة إلى وقت انتهاء التصويت.

## المسابقة الأولى لعجائب العالم السبعة
قامت الشركة بإجراء المسابقة للمرة الأولى عام 2000  حيث اختارت الشركة 17 موقعا ليتم التصويت عليها، إلا أن الانتقادات التي وجهت لها من قبل الجمهور دفعها لإضافة ست مواقع أخرى طالب بها الجمهور منها أوبرا سيدني في أستراليا، وجسر البوابة الذهبية وناطحة السحاب إمباير ستيت، في الولايات المتحدة.

## المسابقة الثانية لعجائب العالم السبعة
في 30 مايو 2002 تم إنشاء مؤسسة العجائب السبعة الجديدة اللاربحية لتصبح واجهة للمشروع، وتم تسجيل الشركة في سويسرا. وبحلول عام 2005 توصلت المؤسسة إلى قائمة تحوي 200 مبنى وصرح شيدها الإنسان. أطلقت المؤسسة بعدها تصويتا على الأنترنت قلص حجم القائمة إلى 77، وأشترك بالتصويت أكثر من 20 مليون شخص. تم تقليص القائمة لاحقا من قبل فريق من المعماريين المتميزين (سبع مهندسين مميزين حسب إدعاء الشركة) إلى 21 مبنى وصرح.
يدعي فيبر ضمن موقع المؤسسة أنه سيتبرع بنصف أرباح المؤسسة من المسابقة الثانية للمساهمة في الحفاظ على العجائب السبعة الحديثة التي سيتم التصويت عليها.

## أسلوب التصويت
يحق لأي شخص أن يصوت مجانا مرة واحدة فقط، ولكن لا يحق له التصويت بصورة مجانية لجهة معينة واحدة بل يجب عليه التصويت لسبع جهات مختلفة دفعة واحدة. إذا أراد فرد أن يصوت لجهة معينة فقط دون بقية الجهات، عليه أن يشتري حق التصويت. لا يوجد حدا أدنى لعدد المرات المسموح بها بشراء الأصوات. ويمكن للدول أو المؤسسات المهتمة أن تشتري الأصوات بالجملة لتعيد استثمارها من خلال بيعها للأفراد، حيث يتم ذلك من خلال التصويت من خلال أرقام محلية خاصة بتلك الدول أو الشركات.
لتحقيق الحرية للشخص المصوت بعدم الالتزام بالتصويت ضمن نطاق دولة أو شركة معينة قامت مؤسسة العجائب السبعة الجديدة بالاتفاق مع شركات هاتف دولية من أجل تنسيق ترتيبات اتصالات المشاركين الراغبين، على أن تتقاسم المؤسسة الدخل الناتج عن عملية التصويت مع هذه الشركات.
كما أطلقت المؤسسة مشروعات مختلفة لجني مداخيل إضافية مثل بيع شهادات تؤكد أن الفرد قد ساهم بالتصويت أو شراء ملابس تحمل شعار المؤسسة. عند قيام الفرد بشراء هذه المنتجات يحصل على حق إضافي للتصويت.

## الفائزون
الفائزون بترتيب أبجدي:
| العجائب                   | الموقع                 | صورة                                                               |
| ------------------------- | ---------------------- | ------------------------------------------------------------------ |
| هرم تشيتشن إيتزا          | المكسيك يوكاتان        | El Castillo being climbed by tourists                              |
| تمثال المسيح الفادي       | البرازيل ريو دي جانيرو | المسيح الفادي في ريو دي جانيرو                                     |
| سور الصين العظيم          | الصين                  | سور الصين العظيم في الشتاء                                         |
| مدينة ماتشو بيتشو القديمة | البيرو كوزكو           | View of Machu Picchu                                               |
| البتراء                   | الأردن معان            | الخزنة في البتراء                                                  |
| الكولوسيوم                | إيطاليا روما           | The Colosseum at dusk: exterior view of the best-preserved section |
| تاج محل                   | الهند آكرا             | تاج محل                                                            |

## بقية الترشيحات
قائمة بالترشيحات العشرين الأخرى:
| العجائب                                           | الموقع                              | الصورة                                                                                 |
| ------------------------------------------------- | ----------------------------------- | -------------------------------------------------------------------------------------- |
| الأكروبوليس                                       | اليونان أثينا، اليونان              | الأكروبوليس في أثينا كما يبدو من تلة بنيكس من الجهة الغربية                            |
| قصر الحمراء                                       | إسبانيا غرناطة، إسبانيا             | منظر لقصر الحمراء في غرناطة                                                            |
| أنغكور وات                                        | كمبوديا أنغكور، كمبوديا             | المدخل الرئيسي للمعبد، كما يبدو من الطرف الشرقي لجسر ناغا                              |
| جزيرة الفصح                                       | تشيلي جزيرة الفصح، تشيلي            | Rano Raraku Moai                                                                       |
| برج إيفل                                          | فرنسا باريس، فرنسا                  |                                                                                        |
| آيا صوفيا                                         | تركيا إسطنبول، تركيا                | Sophia                                                                                 |
| معبد كيوميزو                                      | اليابان كيوتو، اليابان              | معبد كيوميزو                                                                           |
| الكرملين، الميدان الأحمر، وكاتدرائية القديس باسيل | روسيا موسكو، روسيا                  | الكرملين · كاتدرائية القديس باسيل and Spasskaya Tower of كرملين at Red Square in موسكو |
| قصر نويشفانشتاين                                  | ألمانيا فوسن، ألمانيا               | Neuschwanstein seen from the Marienbrücke                                              |
| تمثال الحرية                                      | نيويورك، الولايات المتحدة الأمريكية | تمثال الحرية وجزيرة الحرية                                                             |
| ستونهنج                                           | أميسبوري، المملكة المتحدة           | ستونهنج عام 2004                                                                       |
| دار أوبرا سيدني                                   | أستراليا سيدني، أستراليا            | دولياً، دار أوبرا سيدني هي المعلم الأكثر شهرة في سيدني                                  |
| تمبكتو                                            | مالي، مالي                          | مسجد سانكور في تمبكتو                                                                  |

## الفرص الاستثمارية
المؤسسة وضمن موقعها تؤكد أن فكرة التصويت على عجائب الدنيا السبع وصلت إلى ربع سكان الكرة الأرضية، مما يجعلها هذا المفهوم فرصة استثمارية هائلة ، وتدعو الشركات للمساهمة معها حيث تعتقد أنها تقوم بإعادة صياغة تاريخ التسويق والتجارة.

## الرقم سبعة
استعملت المؤسسة الرقم سبعة كنوع من الدعاية للمشروع ككل، فتصويت الأنترنت الأولي، قلص القائمة إلى 77 خيار، وعدد المعمارين الذين قلصوا القائمة بعد ذلك هم سبعة، وتم تقليص القائمة إلى 3 سبعات (21) ليتم بعد ذلك تقليصها إلى سبعة واحدة من خلال التصويت المدفوع أو المجاني، وليعلن عن النتيجة في لشبونة في 7 /7 / 2007

## الاعتقادات الخاطئة عن عجائب الدنيا السبع الجديدة
بسبب طبيعة المسابقة الاستثمارية تجاهلت المؤسسة ذكر عدم ارتباطها باليونسكو أو بأي جهة دولية أخرى، حيث تعتبر الشركة أن مصدر قوة القائمة الجديدة صادر من حجم التصويت الذي ستحصل عليه من المشاركين. عدم الإعلان عن عدم الارتباط مع اليونسكو أو أي جهة دولية ذات علاقة بالتراث والتاريخ دفع الكثيرين للاعتقاد بأن القائمة الناتجة هي قائمة رسمية مدعومة من جهات دولية رسمية. ومما عزز الاعتقاد الخاطئ عندهم هو إعلان الشركة في 14 ديسمبر 2004 أن رئيس المعمارين السبعة الذين سيختاروا القائمة قبل النهائية هو رئيس سابق لليونسكو، فيديريكو مايور (Federico Mayor).
من الاعتقادات الخطئ الأخرى هو أن جميع الأصوات ستحتسب، بينما صرحت الشركة بأن لها الحق في إلغاء الأصوات اجانية حسب ما تراه مناسبا.
بعض الجهات قامت بحملات دعائية ضخمة، بهدف تشجيع الأفراد على المشاركة بالتصويت بكثافة، وسواء بقصد أو بغير قصد، ساهمت هذه الحملات الإعلانية بإعطاء انطباع غير صحيح عن مدى رسمية التصويت الذي سينتج. بعض هذه الحملات كان بقصد بيع ما إشترته هذه الجهات من أصوات للجمهور لتحقيق مكاسب مادية، وبعضه كان بهدف رفع الوعي بين الجمهور إلى قيمة المواقع التي يتم التصويت عليها.

## ردود الفعل

### ألمانيا
وجه انتقاد له في ألمانيا، وذلك بسبب كون قصر نويشفانشتاين الذي تم اختياره من قبل المؤسسة ليكون ضمن المواقع في المرحلة النهائية كان من ممتلكات ملك بافاريا لودفيغ الثاني، والذي يعرف بأنه كان رجلاً مجنوناً.

### مصر
الانتقادات التي وجهت للمشروع صدرت عن مصر ، فاروق حسني، وزير الثقافة اعتبر المشروع «غريب» وأن صاحب الفكرة «يسعى لعمل دعاية لنفسه». وخبير الآثار المصري، ومستشار التراث العلمي نجيب امين أعلن ان المشروع هو «تجاري وليس علمي ويتعارض مع اتفاقية حماية التراث والمواقع الأثرية التي وضعتها اليونسكو». كما تم إلغاء حجز القاعة المخصصة لمؤتمر فيبر الصحفي، ومنع فريق من وكالة فرانس برس من تصوير فيبر تحت ذريعة الأسباب الأمنية. كما ذكر زاهي حواس، الامين العام للمجلس الأعلى للاثار المصرية، أن «الأهرامات هي الوحيدة الباقية من عجائب الدنيا السبع وليست بحاجة إلى مثل هذا الاستفتاء.. انه سخف». نقل عن ويبر قوله أن يفكر باستبعاد الأهرامات بعد الاستقبال البارد الذي حظي به من المصرين 

### الأردن
أخذ التصويت في الأردن منحنى مختلف، حيث تم اعتبار الأمر واجب وطني، وشنت الحكومة الأردنية حملات دعائية ضخمة من أجل البتراء في الصحف الأردنية والإذاعة الأردنية والتلفزيون الأردني  لتحفز مواطني المملكة على التصويت. ووصل الأمر إلى مجلس النواب حيث طالب أحد النواب الوزراء وزملاءه النواب بالتصويت والطلب من قواعدهم الانتخابية التصويت. وبدأت الشركات بإطلاق الحملات لدعم التصويت، ولم تكتفي الحكومة بذلك بل وزعت كتيبات عن تاريخ البتراء وجعلت التصويت مجاناً وارسلت البلديات (خيم) في داخلها أجهزة حاسوب للتصويت عبر الإنترنت. وقد زعمت مؤسسة New7Wonders ان 14 مليون صوت قد ادلي من داخل البلد.